# Cryphia muralis
Espèce
Cryphia muralis, la Bryophile du Lichen, est un papillon de la famille des Noctuidae.

## Synonymie
- Cryphia lichenis Fabricius
- Nyctobrya muralis (Forster, 1771)